# Mercedes-Benz O 404
Mercedes-Benz O 404 — серія німецьких туристичних автобусів компанії Mercedes-Benz, що прийшли на заміну сімейства Mercedes-Benz O 303 в 1991 році. В 1992 році модель отримала перемогу в престижному конкурсі "Туристичний автобус року". В 1996 році модель модернізували, ззовні змінились зеркала заднього виду і припинили виробництво найкоротшої модифікації. В 1999 році модель замінили новим сімейством Mercedes-Benz Travego.

## Опис моделі

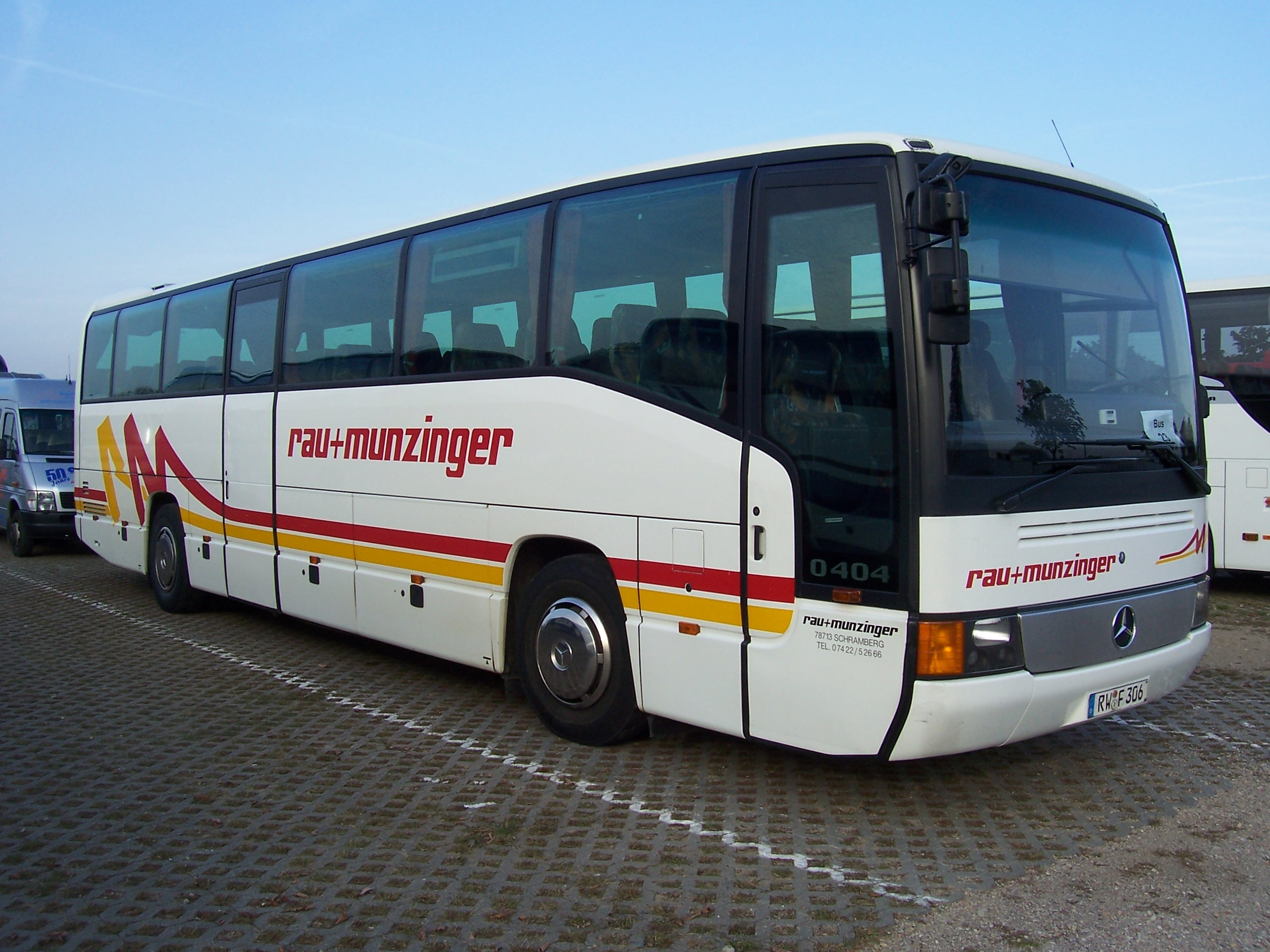
Mercedes-Benz 0 404 (1991-1996)

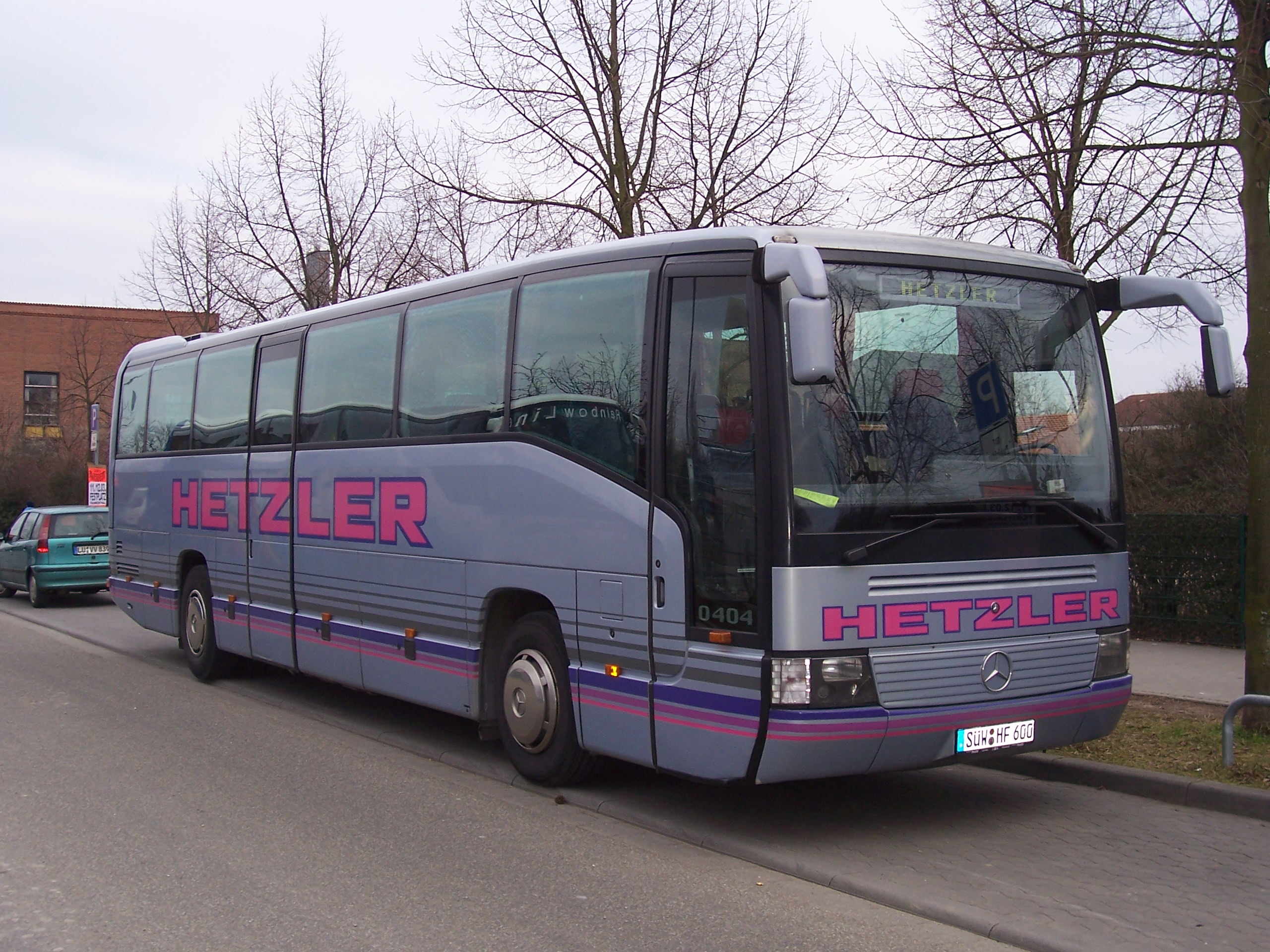
Mercedes-Benz 0 404 після модернізації (1996-1999)

Автобус збудований на шасі Mercedes-Benz OC500RF і комплектується двигунами Mercedes-Benz DB OM 401/402/441/442 LA потужністю від 150 до 280 кВт.

## Модифікації
- Mercedes Benz O 404 10 — коротка модель, 9-метровий двохосний автобус, малої місткості.
- Mercedes Benz O 404 13 — базова модель, 11-метровий двохосний автобус, нормальної місткості.
- Mercedes Benz O 404 15 RH — висока модель, 12-метровий двохосний автобус, нормальної місткості.
- Mercedes Benz O 404 15 RHD — висока модель з високим дахом, 12-метровий двохосний автобус, нормальної місткості.
- Mercedes Benz O 404 15 SHD — супервисока модель з високим дахом, 12-метровий двохосний автобус, нормальної місткості.
- Mercedes Benz O 404 DD — двоповерхова 12-метрова трьохосна модифікація автобуса O 404, виготовлена в 1992 році в одному екземплярі.[2]